# Rubén Cano
Rubén Andrés Cano Martínez (San Rafael, 1951. február 5. –) spanyol válogatott labdarúgó.

## Pályafutása

### Klubcsapatban
Argentínában született spanyol szülők gyermekeként. Pályafutását is ott kezdte a Buenos Aires-i Atlético Atlanta együttesében, ahol négy szezont játszott. 1974-ben Spanyolországba a Elche CF csapatához szerződött, melynek színeiben 1974. szeptember 14-én mutatkozott be az első osztályban egy Atlético Madrid elleni 1–0-ás győzelem alkalmával. Az első szezonjában 32 mérkőzésen 6 alkalommal volt eredményes.  
1976-ban az Atlético Madridhoz igazolt. Első idényét 20 góllal zárta, csapata pedig az élen végzett, 1 ponttal megelőzve a Barcelonát. A következő két idényében összesen 40 gólt szerzett és hatékony játszott együtt a másik argentin születésű támadóval Rubén Ayalával.
Az 1981–82-es szezonban 12 mérkőzést követően az akkor 32 éves Cano elhagyta az Atléticót és a harmadosztályú CD Tenerife csapatához távozott. A pályafutását 1987-ben fejezte be a Rayo Vallecano játékosaként.

### A válogatottban
1977 és 1979 között 12 alkalommal szerepelt a spanyol válogatottban és 4 gólt szerzett. Részt vett az 1978-as világbajnokságon.

## Sikerei, díjai
Atlético Madrid
- Spanyol bajnok (1): 1976–77

## Külső hivatkozások
- Rubén Cano adatlapja a National-Football-Teams.com oldalon (angolul)

- Rubén Cano (angol nyelven). eu-football.info
- Rubén Cano (angol, katalán, spanyol nyelven). BDFutbol.com